# Serrat del Vinagre
El Serrat del Vinagre és una muntanya de 1.265,8 metres d'altitud del terme municipal de Soriguera, a la comarca del Pallars Sobirà. Pertany al territori del terme primigeni de Soriguera.
Està situat al nord-est de Malmercat, al nord-oest de Tornafort i al sud-oest de Llavaners, a ponent de Vilamur.
És dins del Parc Natural de l'Alt Pirineu.